# Olga Trzeciak
Olga Trzeciak (ur. 28 maja 2000) – polska koszykarka grająca na pozycji silnej skrzydłowej, obecnie zawodniczka Polskiego Cukru AZS-UMCS Lublin.

## Osiągnięcia
Stan na 16 kwietnia 2023, na podstawie, o ile nie zaznaczono inaczej.

### Drużynowe

#### Seniorskie
- Mistrzyni Polski (2023)[2]
- Wicemistrzyni Polski (2022)[3]
- Uczestniczka rozgrywek Eurocup (od 2021)

#### Młodzieżowe
5x5
- Mistrzyni Polski juniorek (2017, 2018)[4][5]
- Wicemistrzyni Polski juniorek starszych (2017, 2018)[6][7]
- Brązowa medalistka mistrzostw Polski:
  - juniorek starszych (2019)[8]
  - kadetek (2015)[9]

3x3
- Brązowa medalistka Akademickich Mistrzostw Polski 3x3 (2020)
- Uczestniczka Akademickich Mistrzostw Polski 3x3 (2020, 2021 – 7. miejsce, 2022 – 9. miejsce)

### Indywidualne
- MVP mistrzostw Polski juniorek (2017)[4]
- Zaliczona do I składu mistrzostw Polski juniorek (2016)[10]

### Reprezentacja
5x5
- Mistrzyni Europy U–16 dywizji B (2016)[11]
- Uczestniczka mistrzostw Europy:
  - U–20 (2018 – 12. miejsce, 2019 – 7. miejsce)[12][13]
  - U–18 (2018 – 11. miejsce)[14]